# 岡山県道75号加茂奥津線
岡山県道75号加茂奥津線（おかやまけんどう75ごう かもおくつせん）は、岡山県津山市と苫田郡鏡野町を結ぶ県道（主要地方道）である。

## 概要
苫田郡鏡野町百谷から養野の間は通行不能となっているほか、全体的にすれ違いが困難または不可能な道幅の狭い区間が大部分を占める。

### 路線データ
- 起点：岡山県津山市加茂町小中原（岡山県道68号津山加茂線交点）
- 終点：岡山県苫田郡鏡野町奥津（国道179号交点）

## 歴史
- 1993年（平成5年）5月11日 - 建設省から、県道加茂寺元線の一部・県道百谷奥津線が加茂奥津線として主要地方道に指定される[1]。

## 路線状況

### 通行不能区間
- 岡山県苫田郡鏡野町百谷 - 岡山県苫田郡鏡野町養野

## 地理

### 通過する自治体
- 津山市
- 苫田郡鏡野町

### 交差する道路
| 交差する道路              | 市町村名 | 市町村名 | 交差する場所 | 交差する場所 |
| ------------------------- | -------- | -------- | ------------ | ------------ |
| 岡山県道68号津山加茂線    | 津山市   | 津山市   | 加茂町小中原 | 起点         |
| 岡山県道336号倉見斉の谷線 | 津山市   | 津山市   | 加茂町齋野谷 |              |
| 岡山県道392号百谷寺元線   | 苫田郡   | 鏡野町   | 百谷         |              |
| 通行不能区間              |          |          |              |              |
| 国道179号                 | 苫田郡   | 鏡野町   | 奥津         | 終点         |

### 沿線にある施設など
- 吉井川
- 奥津温泉